# Ómura Szatosi
Ómura Szatosi, japánul 大村 智, Hepburn-átírással Ōmura Satoshi (Niraszaki, 1935. július 12. –) japán biokémikus és mikrobiológus. Az ivermektin parazitaellenes gyógyszerhatóanyag kifejlesztésében játszott szerepéért 2015-ben elnyerte az orvostudományi Nobel-díjat.

## Tanulmányai
Ómura Szatosi 1935. július 12-én született a Jamanasi prefektúrához tartozó Niraszaki kisvárosban. Apja a település egyik megbecsült gazdája volt, anyja az általános iskolában tanított. Szatosi a legidősebb fiuk volt. A középiskolában versenyszerűen sportolt, a sífutást gyakorolta. A Jamanasi Egyetemen tanult, majd miután befejezte az alapképzést, egy tokiói főiskolán oktatott természettudományt és tornát. 1960-ban elhatározta hogy tovább fejleszti tanári képességeit és beiratkozott a Tokiói Tanárképző Egyetemre (ma Cukubai Egyetem), onnan pedig egy évvel később átiratkozott a Tokiói Tudományegyetem kémia szakára. Szerves kémiát tanult és az ország akkor egyetlen NMR-készülékével megtanulta a molekulák szerkezetének meghatározását. 1963-ban megszerezte mesterdiplomáját, 1968-ban gyógyszerészeti PhD-ját, 1970-ben pedig egy újabb, kémiai doktori fokozatot a Tokiói Egyetemen. 

## Munkássága
Tanulmányai mellett 1963-tól a Jamanasi Egyetem fermentációs technológiai tanszékén kezdett el dolgozni tudományos munkatársként, ahol a borkészítés mikrobiológiáját kutatta. Két évvel később a Kitaszato Intézetnél, a világszerte ismert mikrobiológiai kutatóközpontnál folytatta munkáját, ahol a mikroorganizmusok által termelt hatóanyagok (elsőként a leukomicin) szerkezetét határozta meg NMR segítségével. Doktori fokozatának megszerzése után oktatni kezdett a Kitaszato Egyetemen. Ómura 1968 és 2007 között (amikor professor emeritusként visszavonult) a Kitaszato Intézetben és az egyetemen maradt és 1990 után ellátta az intézet és az egyetem (a két intézmény 2008-ban egyesült) igazgatói tisztségét is.
Ómura a 60-as évek végétől arra koncentrált, hogy új, baktériumok által termelt hatóanyagokat fedezzen fel. Új, innovatív módszereket vezetett be, pl. előzetes kémiai szűréssel kiválasztotta azokat a baktériumokat, amelyek alkaloidot termelnek, és ezután sejttenyészeteken meghatározta biológiai aktivitásukat és esetleges egészségügyi felhasználásukat. Így sikerült azonosítania a cerulenin antibiotikumot, ami gátolja a zsírsavak bioszintézisét, majd a sztaurosporint, ami a protein-kinázok működését állítja le. Szintén ő fedezte fel a koleszterin bioszintézisét akadályozó hymeglusint, az acetil-CoA-t gátló triakszint és az elsősorban kutatásban alkalmazott, proteoszómákat leállító laktacisztint.
1971-ben Kanadába és az Egyesült Államokba látogatott kutatási szabadságra, amit meg kellett rövidítenie, mert rábízták az intézet megüresedő kutatási igazgatói posztját. Amerikában sikerült néhány közös kutatásfinanszírozási szerződést kötnie, többek között a Merck gyógyszercéggel. Amikor 1974-ben Ómura a Streptomyces avermitilis talajlakó baktériumban a fonálférgek lárváit elpusztító hatóanyagot talált, a Mercknek küldte el további azonosításra. A gyógyszercégnél William Campbell parazitológus egy hatóanyagcsaládot, az avermektineket izolálta a baktériumból. A család leghatékonyabb tagjának az ivermektin bizonyult amely hamarosan a világ legfontosabb fonálféreg-ellenes gyógyszereként segített olyan trópusi betegségek, mint a folyami vakság és az elefantiázis visszaszorításában.
A későbbiekben Ómura és munkatársai mutációanalízissel azonosították mind a 17 gént, amely részt vesz az avermektinek bioszintézisében. Mikrobiológiai kutatásaik során 53 új baktériumfajt és 13 új nemzetséget fedeztek fel (többek között a Kitasatosporiát, Longisporát és Arbophomát). Összesen mintegy 500 új, baktériumok termelte vegyületet azonosítottak, amelyekből 26-ot alkalmaztak a gyógyászatban, mezőgazdaságban vagy a kutatásban. Ómura több mint 1100 tudományos közleményben számolt be eredményeiről.
2015-ben a patogén fonálférgek visszaszorítására tett erőfeszítéseikért Ómura Szatosinak és William Campbellnek ítélték meg az orvostudományi Nobel-díj felét (másik felét a kínai Tu Ju-ju kapta egy új maláriagyógyszerért).

## Elismerései
- 1985 – Hoechst-Roussel Díj

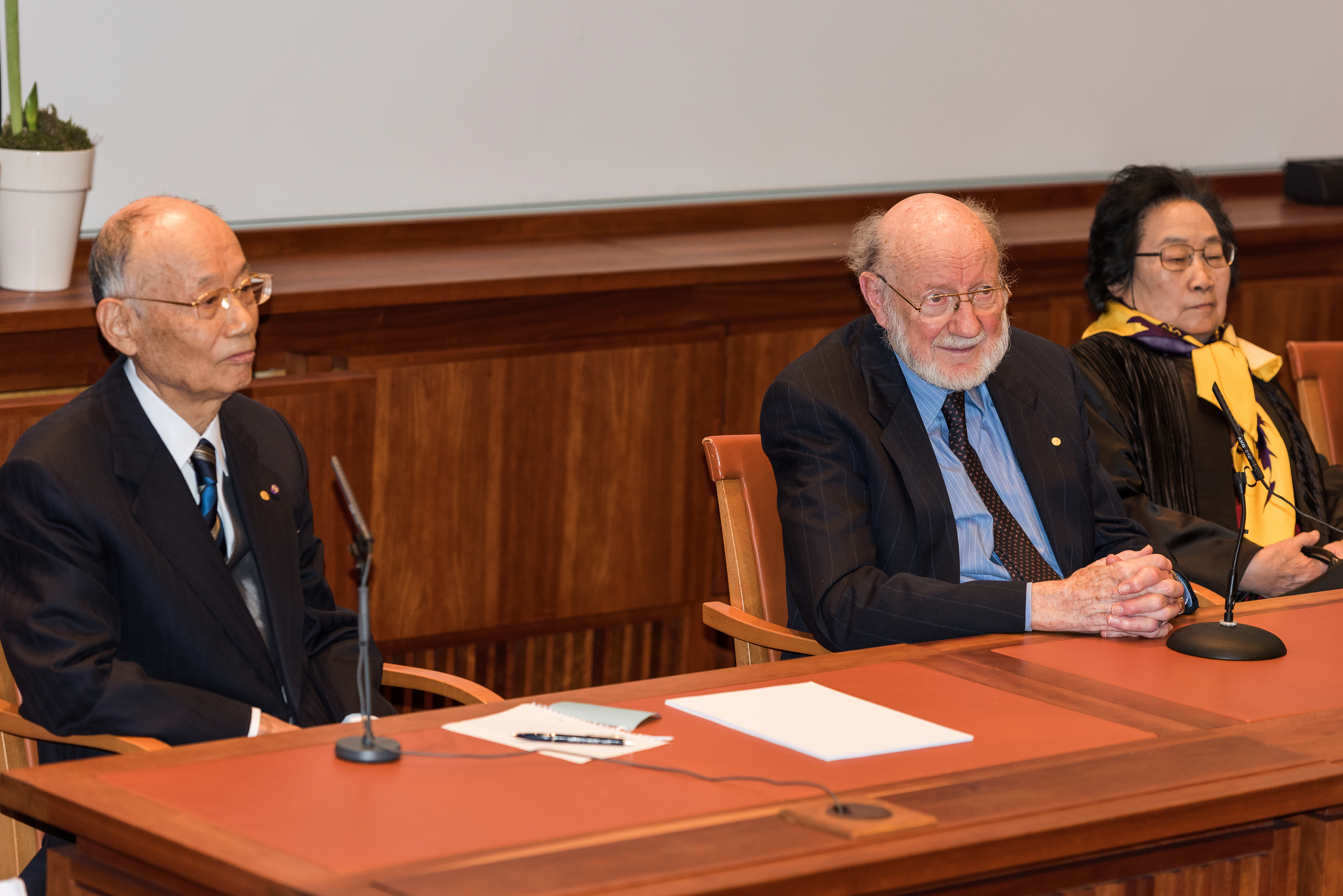
Ómura Szatosi, William C. Campbell és Tu Ju-ju a Nobel-díj átadásának sajtóértekezletén

- 1986 – a Japán Gyógyszerészeti Társaság díja
- 1988 – Uehara-díj
- 1990 – a Japán Akadémia díja
- 1992 – Japán Érdemrend bíbor szalaggal
- 1995 – Fudzsivara-díj
- 1997 – Robert Koch-díj
- 1998 – Mahidol herceg-díj
- 2000 – a Japán Kémiai Társaság Nakanisi-díja
- 2005 – az Amerikai Kémiai Társaság Ernest Guenther-díja
- 2007 – Hamao Umezava-emlékdíj
- 2008 – Francia Becsületrend
- 2010 – Tetrahedron-díj
- 2011 – Arima-díj
- 2011 – a Szent Kincs-rend arany és ezüst csillaga
- 2014 – a Gairdner Alapítvány egészségügyi díja
- 2015 – Fiziológiai és orvosi Nobel-díj

Ómura Szatosi tagja a német Leopoldina Tudományos Akadémiának (1992), az amerikai Nemzeti Tudományos Akadémiának (1999), a Japán Akadémiának (2001), a Francia Természettudományi Akadémiának (2002), az Orosz Tudományos Akadémiának (2005), a brit Kémiai Királyi Társaságnak, (2005), az Academia Europaea-nak (2005) és a Kínai Műszaki Akadémiának (2006).

## Magánélete
Ómura még egyetemistaként vette feleségül a matematikatanár Fumikót. Lányuk, Ikujo 1973-ban született. A sífutással felhagyott, helyette lelkes golfozó lett. A japán művészet igen aktív gyűjtője és 14 éven át volt a Josibi Női Művészeti Egyetem elnöke. Az általa megvásárolt műalkotásokat kórházak és laboratóriumokban állították ki, 2007-ben pedig szülővárosában, Niraszakiban 700 millió jenes költséggel magánmúzeumot nyitott.